# Белведир (Јужна Каролина)
Белведир (енгл. Belvedere) насељено је место без административног статуса у америчкој савезној држави Јужна Каролина.

## Демографија
По попису из 2010. године број становника је 5.792, што је 161 (2,9%) становника више него 2000. године.
| Група             | 2000.         | 2010.         |
| Белци             | 4.124 (73,2%) | 3.775 (65,2%) |
| Афроамериканци    | 1.331 (23,6%) | 1.519 (26,2%) |
| Азијати           | 22 (0,4%)     | 24 (0,4%)     |
| Хиспаноамериканци | 102 (1,8%)    | 345 (6,0%)    |
| Укупно            | 5.631         | 5.792         |